# Музей оккупации Латвии
Музе́й оккупа́ции Ла́твии (латыш. Latvijas Okupācijas muzejs) — музей в Риге, экспозиция которого освещает периоды советской и германской власти в Латвии c 1940 по 1991 год. Расположен в исторической части города, на площади Латышских Стрелков.

## История создания

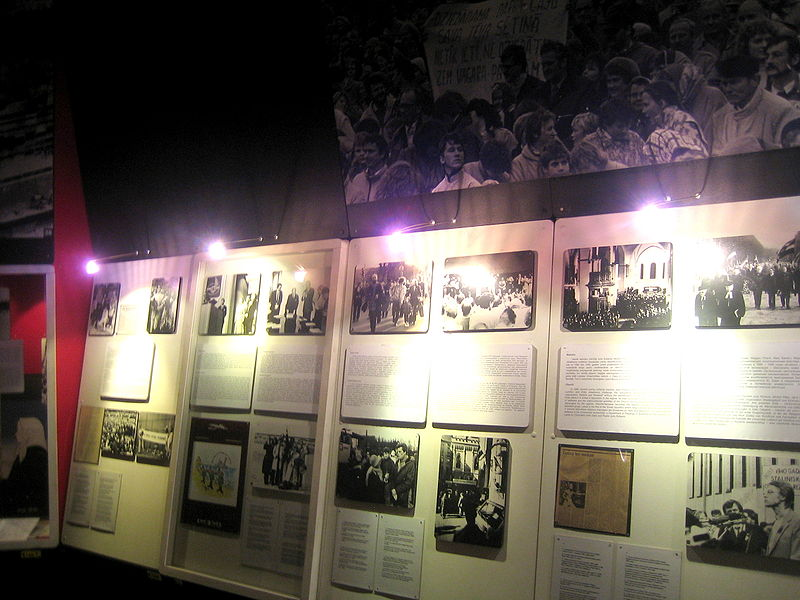
Фрагмент музейной экспозиции

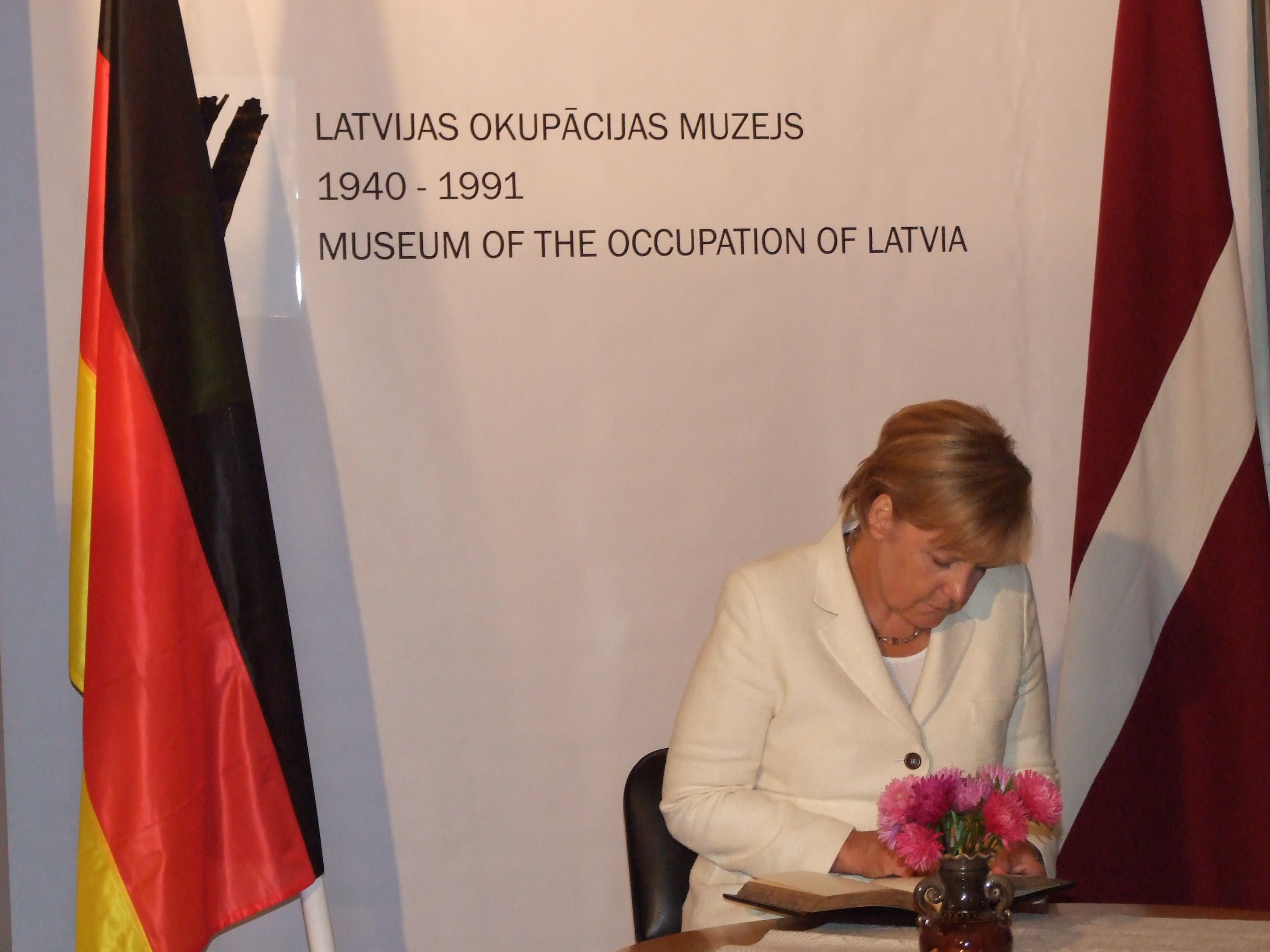
Ангела Меркель, визит в Музей оккупации Латвии, 2010

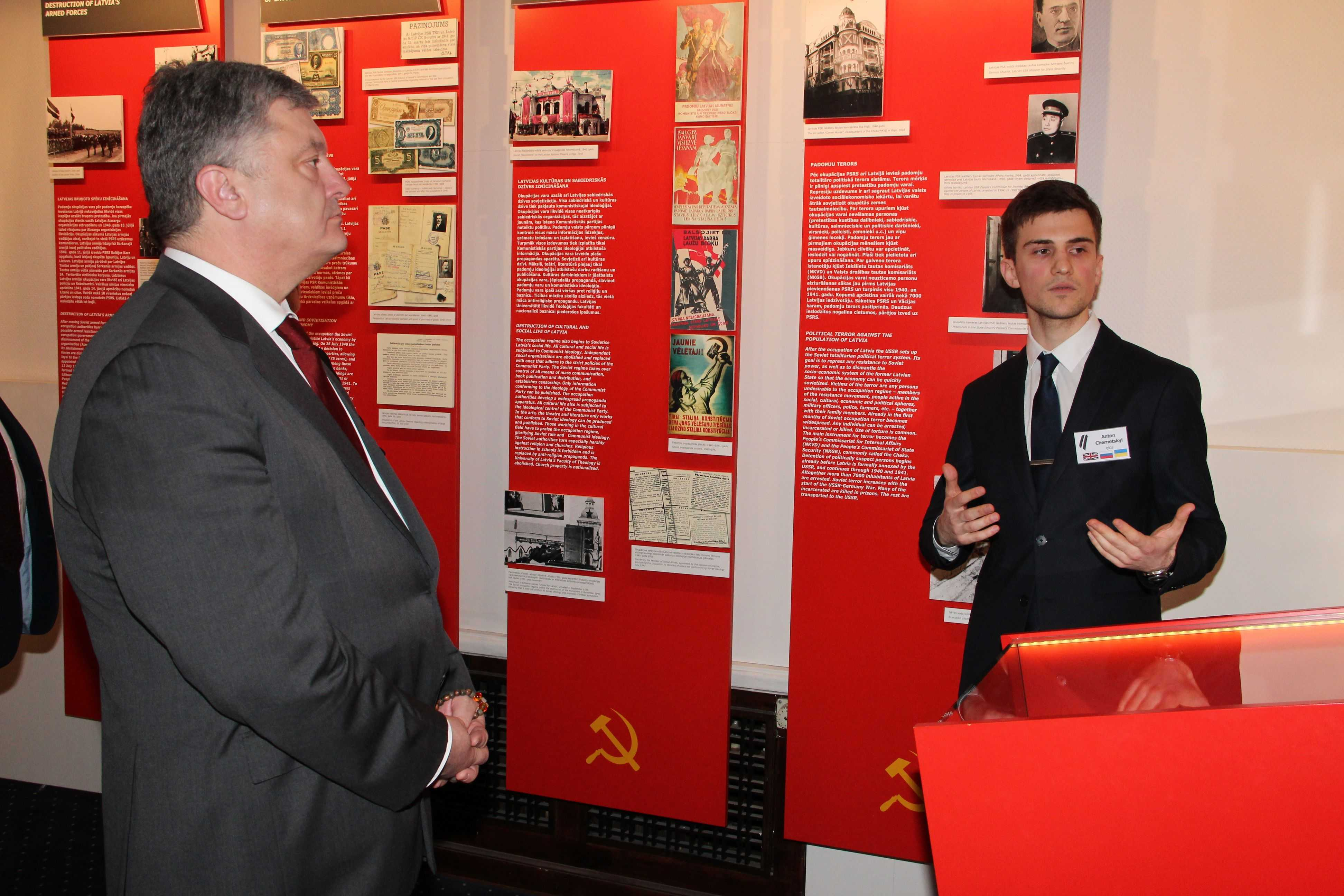
Пётр Порошенко знакомится с экспозицией Музея оккупации Латвии

Музей оккупации Латвии является частным музеем, прошедшим государственную аккредитацию. Музей был основан в 1993 году. Управление музеем осуществляется общественной благотворительной организацией «Ассоциация Музея оккупации Латвии». Музей традиционно посещают дипломаты и официальные представители государств; в числе его посетителей — канцлер Германии Ангела Меркель и президент Украины Пётр Порошенко.
В 2012 году выставка музея временно переехала по адресу бульвар Райня 7, по причине ремонтных работ в основном здании музея.
В 2018 году убытки музея составили 250 тыс. евро.
1 июня 2022 года музей возобновил свою работу в прежнем здании после реставрации.

## Здание музея
Построено в 1970 году как музей Латышских красных стрелков в составе создаваемого Мемориального музея-памятника Латышским красным стрелкам. Его архитектор — Гунар Лусис-Гринберг — вместе с создателями памятника латышским стрелкам был удостоен Государственной премии СССР.
Здание музея разделило окружающее пространство на две равнозначные части, отделив от средневековой Ратушной площади новообразованную площадь Латышских Стрелков, обращённую к Даугаве.
Фасад здания облицован спаянными медными пластинами, выглядит строго и лаконично. Фактура материала и приёмы его обработки характерны для стилевых приёмов советской архитектуры 70-х годов.

## Современный музей
Фонды музея составляют около 30 тысяч документов, фотографий, письменных, устных и материальных свидетельств, отражающих историю Латвии с 1940 по 1991 год, а также памятные вещи из мест заключения и спецпоселения. В исследовательской работе музея принимают участие учёные как из самой Латвии, так и из Швеции, Великобритании, США, России. Проект «Сбор видеосвидетельств лиц, переживших депортацию» проводится при поддержке Еврокомиссии.

### Коллекция музея
В начале 2017 года архив музея насчитывал 60 000 предметов. Многие из них были подарены музею людьми, пережившими период оккупации и желающими сохранить память о событиях того времени. Работники музея записали более 2300 видеосвидетельств. Это одна из крупнейших коллекций, посвящённых этой теме в Европе.

### Экспозиция музея
Экспозиция подразделяется на три этапа, которые имеют следующие названия: «Первый год советской оккупации (1940—1941)», «Оккупация нацистской Германией (1941—1944)» (специальный отдел посвящён Холокосту на территории Латвии) и «Послевоенная советская оккупация (1944—1991)».
Музеем также созданы передвижные выставки (на нескольких языках): «Латвия в 1939—1991: от оккупации к свободе» (экспонируется в школах и музеях Латвии); «Латвия возвращается в Европу» (выставляется в Европе, в том числе в здании Европарламента), Австралии, Канаде; «Латвия возвращается в свободный мир» (экспонируется в США). Музей издаёт периодическое издание — «Ежегодник Музея оккупации Латвии». В музее проводятся различные общественные мероприятия.